# Companhia de Habitação do Paraná
A Companhia de Habitação do Paraná (Cohapar), é uma empresa brasileira de economia mista fundada em 14 de maio de 1965 que atua na execução dos programas habitacionais do Governo do Estado do Paraná. A meta da empresa é atuar de forma ampla no âmbito da habitação no Estado.
A Cohapar tem como prioridades equacionar e resolver o déficit habitacional do Estado, prioritariamente à população de baixa renda, contudo buscando soluções para toda a sociedade, buscar a auto sustentação como empresa, gerando suas receitas para cobrir o custo operacional, e o lucro, para reinvestimento no setor e manter atendimento as moradias já entregues, definindo e coordenando todas as atividades necessárias para manter o nível de moradia adequado ao mutuário e sua integração à cidade.
A sede da empresa é situada Curitiba, Paraná. e mantém Escritórios Regionais em todas as regiões do Estado. Ao todo, são 12 escritórios regionais nas cidades de: Apucarana, Cascavel, Campo Mourão, Cornélio Procópio, Francisco Beltrão, Guarapuava, Londrina, Maringá, Ponta Grossa, Paranavaí, União da Vitória e Umuarama.

## Programas da Cohapar
Casa Fácil Paraná - O Casa Fácil Paraná é o programa de habitação do Governo do Estado do Paraná, Ele é desenvolvido e executado pela Cohapar e constitui-se das políticas públicas para o setor voltadas aos 399 municípios paranaenses. O objetivo é viabilizar a construção de moradias para famílias com renda mensal de até dez salários mínimos, com prioridade de atendimento para aquelas de menor renda.  
Por meio de projetos próprios ou desenvolvidos em parceria com o Governo Federal, municípios e iniciativa privada, a Cohapar trabalha na viabilização de obras de casas populares nas cidades e no campo. A empresa também atua na titulação de propriedades, urbanização de áreas, obras de infraestrutura e recuperação ambiental para promover a melhoria da qualidade de vida de todos os paranaenses. Dentro dele, estão todas as diferentes modalidades de programas voltados a diferentes tipos de atuação ou perfis de público. 
- Financiamento - Por meio do programa Casa Fácil Paraná, a Cohapar financia diretamente a construção de casas para famílias com renda de um a seis salários mínimos. As condições de pagamento facilitadas incluem a ausência de cobrança de valor de entrada e prestações mensais reduzidas de financiamento, que pode ser quitado em até 360 meses. A execução das obras é realizada em áreas doadas pelos municípios ou de propriedade da Cohapar, por construtoras selecionadas via procedimento licitatório promovido. O valor de compra das unidades habitacionais varia entre R$ 65 mil e R$ 95 mil de acordo com as características de cada empreendimento.  Para adquirir uma moradia do programa Casa Fácil Paraná, é necessário fazer a inscrição no cadastro de pretendentes da Cohapar e participar de todas as etapas do processo seletivo.
- Viver Mais - O programa Viver Mais Paraná é uma modalidade do programa estadual de habitação voltada ao atendimento de idosos com a construção de condomínios residenciais fechados, onde os beneficiários podem desfrutar de um local adequado às suas necessidades e anseios. O objetivo é proporcionar aos moradores mais qualidade de vida, por meio do atendimento periódico nas áreas de saúde e assistência social, além do estímulo à prática coletiva de atividades físicas, culturais e de lazer.  A execução das obras dos empreendimentos é realizada por construtoras contratadas pela Cohapar via procedimento licitatório, com recursos do tesouro estadual, em áreas doadas pelos municípios ou adquiridas pela companhia. Os beneficiários pagam um aluguel inicialmente equivalente a 15% de um salário mínimo ao mês, com a opção de residirem no local pelo tempo que desejaram. Os valores arrecadados são reinvestidos na política habitacional do estado, inclusive com a construção de novos empreendimentos desta modalidade.  Podem participar do processo pessoas sozinhas ou casais com idade superior a 60 anos, renda mensal de um a seis salários mínimos e que não possuam imóvel em sua propriedade. Para a contratação, a Cohapar também realiza a análise socioeconômica e consulta de cadastros negativos.
- Morar Legal Paraná - Consiste na regularização de áreas sem documentação e posterior entrega dos títulos de propriedade às famílias residentes.  O serviço é realizado por empresas especializadas contratadas pela Cohapar via processo licitatório pelo critério de menor preço, com fiscalização da companhia.
- Escrituração Direta - A Escrituração Direta é um programa para a emissão de Contratos de Compra e Venda com força de Escritura Pública, com baixo custo das casas financiadas pela Cohapar. Para garantir a segurança jurídica dos envolvidos, a companhia substitui os Contratos Particulares de Promessa e/ou Compra e Venda por Contratos de Compra e Venda com força de Escritura Pública, conforme estabelecido pela Lei Federal 4.380, de 21 de agosto de 1964.  O serviço custa R$ 478,36 à vista ou pode ser parcelado em quatro prestações de R$ 132,88 ou seis parcelas de R$ 88,60. Após o pagamento, a escritura é emitida no prazo de 15 dias úteis e pode ser utilizada para registrar a propriedade da casa via cartório de registro de imóveis.